# Jacques Gruber
Pour les articles homonymes, voir Gruber.
Jacques Gruber, né le 25 février 1870 à Sundhouse (Bas-Rhin) et mort le 15 décembre 1936 à Paris, est un maître-verrier, ébéniste et décorateur français.

## Biographie

### Jeunesse et famille
Fils d'Émile Gruber, aubergiste, et de Madeleine Mathis, son épouse, Jacques Gruber naît en 1870 à Sundhouse — commune dont son grand-père paternel Jean-Jacques est maire de 1840 à 1873 — peu avant le début de la guerre franco-allemande.

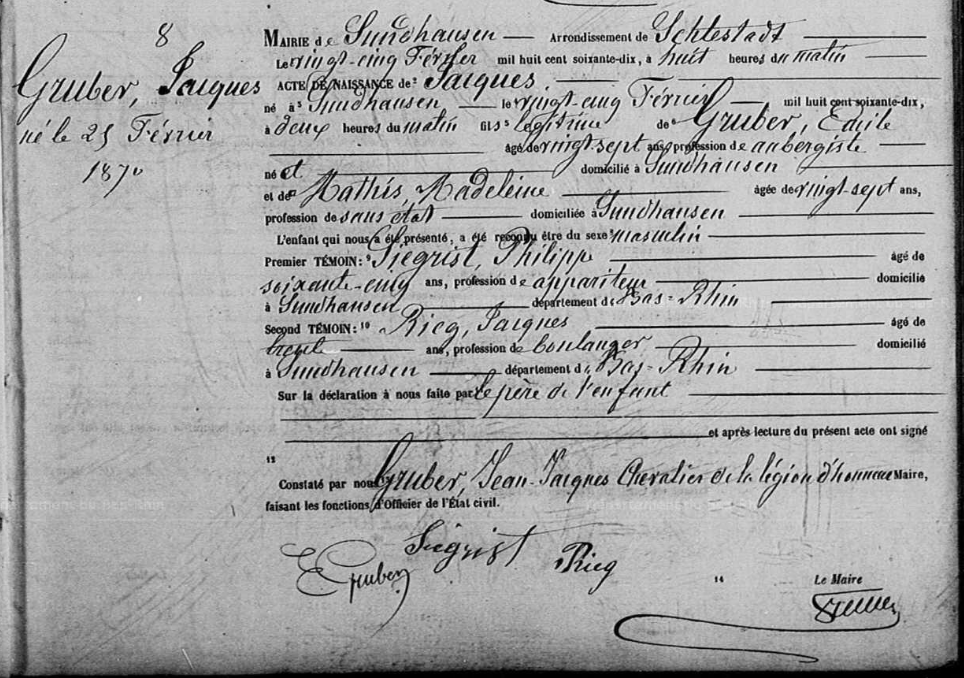
Acte de naissance de Jacques Gruber.

Après la signature du traité de Francfort et l'annexion de l'Alsace-Moselle, les Gruber choisissent de quitter l'Alsace. Ils s'installent à Nancy en 1877. Ce n'est qu'en 1886 qu'ils retrouveront par décret la nationalité française, perdue en 1871.
En 1902, domicilié 5, rue des Jardiniers à Nancy, Jacques Gruber épouse Suzanne Jagielski. Ancienne brillante élève de l'École des Beaux-arts de Nancy, elle collabore avec son mari,. Le couple a deux fils : Jean-Jacques Gruber en 1904, futur maître-verrier ; Francis Gruber en 1912, futur peintre.
Jacques Gruber est le grand-père de Jeannette Weiss-Grûber, maître-verrier, née en 1934. Celle-ci a déposé aux Archives des Monuments Historiques et de l'Archéologie (94220 Charenton-le-Pont) plusieurs dizaines de cartons de vitraux de son grand-père, qui constituent, avec les siens, le fond Grûber.

### Formation
Élève du peintre Théodore Devilly à l'école municipale de dessin de Nancy, Jacques Gruber poursuit sa formation artistique à l'École des beaux-arts de Nancy, sous la direction de Jules Larcher. Une bourse de la ville de Nancy lui permet d'étudier à l’école des Beaux-Arts de Paris, où il a été reçu 22e sur 95 en 1890. Il y suit les cours de Gustave Moreau. Établi avec ses parents à Paris au 7 bis, rue Laromiguière, il est provisoirement dispensé du service militaire en raison de son statut d'étudiant.
En 1892 et 1893, tandis qu'il effectue son service militaire au 69e régiment d'infanterie, il expose un panneau décoratif en bois brûlé au Salon de Nancy, puis reçoit la première médaille au concours de composition décorative des Beaux-Arts (section peinture),,.

### Carrière artistique
Jacques Gruber revient à Nancy en 1893 où il devient enseignant à l'École des beaux-arts, chargé du cours de « composition décorative, étude de la plante et stylisation ». Il compte parmi ses élèves Rose Wild, Frédéric Wielhorski ou encore Berthe Mouilleron.

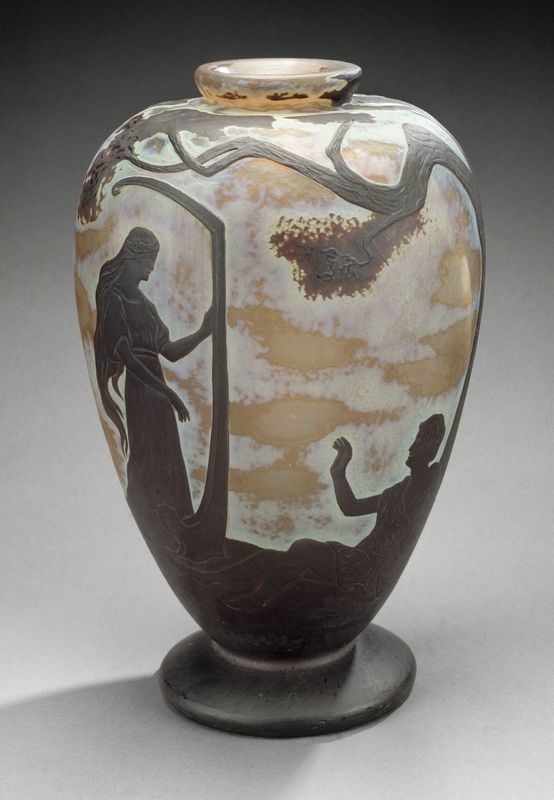
Vase Tristan et Yseult, manufacture Daum en collaboration avec Jacques Gruber, 1897, musée des Beaux-Arts de Nancy.

Jacques Gruber est engagé en tant qu'artiste décorateur à la verrerie Daum de 1893 à 1897. Il est ainsi l'un des premiers à rejoindre le département artistique de la manufacture crée par Antonin Daum en 1891 dans le but de sortir des fabrications traditionnelles de gobeleterie bon marché pour orienter la production vers des créations plus artistiques. Jacques Gruber sera secondé par Henri Bergé dans ce poste en 1895.
Réalisant des décorations de vases pour la maison Daum, des meubles pour Louis Majorelle et des couvertures de livres pour René Wiener, il participe en 1894 à l'Exposition d'art décoratif et industriel lorrain, dans les galeries Poirel,.
Intéressé par toutes les techniques des arts décoratifs, il expose ses premiers vitraux Art nouveau en 1896. L'année suivante, il monte son propre atelier et participe à la création d’un cours du soir de dessin et modelage, destiné aux ouvriers d’art. En 1898, il est définitivement réformé de l'armée pour 
« bronchite chronique, emphysème pulmonaire et asthme ».

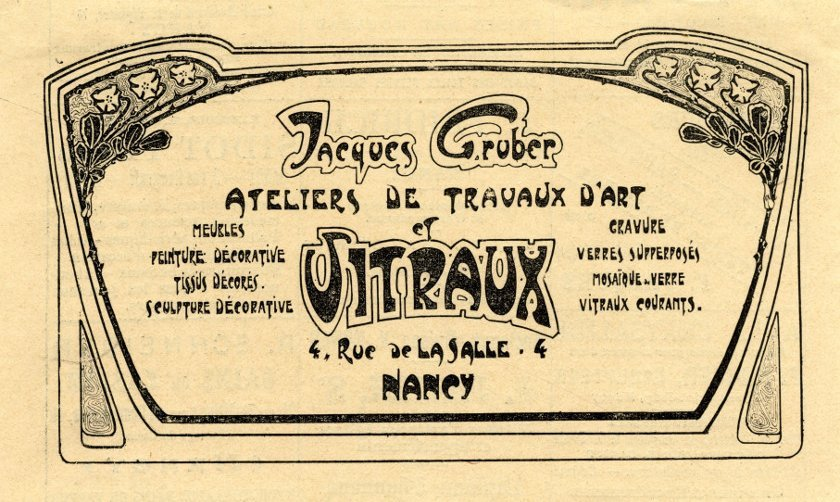
Publicité "Jacques Gruber, atelier de travaux d'art et vitraux"

Au tournant du siècle, il se consacre pleinement au vitrail. Il est notamment l'auteur de vitraux pour la chambre de commerce et d'industrie de Meurthe-et-Moselle, la villa Majorelle et la villa Bergeret. On lui doit également la grande verrière des Galeries Lafayette de Paris. Mais ce n'est pas le seul Grand Magasin pour lequel il a travaillé. Il a en effet participé à la décoration des Magasins réunis de Nancy pour lesquels il réalise les baies du premier étage en verre gaufré orné de motifs végétaux mais aussi les vitraux du département bijouterie dans un style et des thèmes proches de l'estampe japonaise (motifs de paons, pommiers du Japon et papillons). Il devient par ailleurs en 1901 l'un des fondateurs de l'École de Nancy, dont il est membre du comité directeur.
En 1914, le déclenchement de la guerre l'oblige à cesser son activité à Nancy et il installe son atelier à Paris, au no 10 de la villa d’Alésia, ce qui lui permet de faire reconnaître son travail de décorateur auprès de plusieurs architectes parisiens. Après-guerre, il participe à la décoration du paquebot transatlantique Île-de-France, dont il conçoit l'éclairage, et crée de nombreux vitraux d'église pour remplacer ceux que le conflit a détruits.

### Hommage et distinction
Il reçoit la Légion d'honneur en 1924,. L'année suivante, il est nommé président de la classe du verre lors de l'Exposition des arts décoratifs.
Jacques Gruber meurt en 1936, en son domicile de la villa d'Alésia. Un de ses vitraux, intitulé Saint Laurent et les déshérités, est présenté à titre posthume dans le pavillon des vitraux, lors de l'exposition universelle de 1937 à Paris.
Il est considéré comme le maître-verrier le plus prolifique en vitraux de style École de Nancy.

## Œuvres
Le critique René d'Avril décrit le travail de Gruber :
« Ondoyant et précis, un et multiple, Jacques Gruber résume assez et toujours avec bonheur, les dernières conquêtes de l'art décoratif lorrain d'aujourd'hui ».

### Arts décoratifs

#### Dessin
- Frise de rinceaux, dessin d'un moulage en plâtre, crayon gras avec rehauts de crayon blanc, travail réalisé à l'École régionale des beaux-Arts de Nancy, coll. École nationale supérieure d'art et de design[24].

#### Arts graphiques, affiches, peintures[25]
- Nombreux menus pour mariages et banquets
- Publicités
- Couvertures de revue
- Affiches pour galas, bals, manifestations diverses
- Peintures de paysages, pastel, crayon gras, huile
- Nombreux dessins préparatoires aux vitraux

#### Reliure[25]

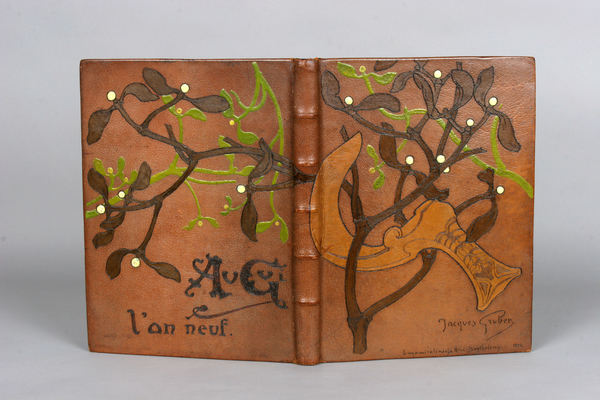
Reliure Au gui l'an neuf (1896)

- Reliure Au gui l'an neuf (1896): maroquin, décor mosaïqué et pyrogravé, motifs émaillés
- Reliure pour Racontars illustrés d'un vieux collectionneur (1894): maroquin, décor mosaïqué et pyrogravé

#### Cristallerie (collaboration avec la cristallerie Daum, 1893 - 1897)[26]
De nombreux vases. Vase Tristan et Iseult, manufacture Daum, collection du musée des Beaux-Arts de Nancy.

#### Céramique (collaboration avec la manufacture de céramique de Rambervillers, 1905)[18]
Nombreux vases en grès cérame émail flammé à reflets métalliques, notamment Fougères (1904, Musée d'Orsay). Objets divers: pieds de lampes, encriers, balustres…

### Mobilier
L'œuvre de Jacques Gruber comprend des tables, fauteuils, canapés, buffets, dessertes, bibliothèques, bureaux, vitrines, canapés… ainsi que de petits objets tels que coffrets, miroirs, plateaux, panneaux décoratifs.

Mobilier
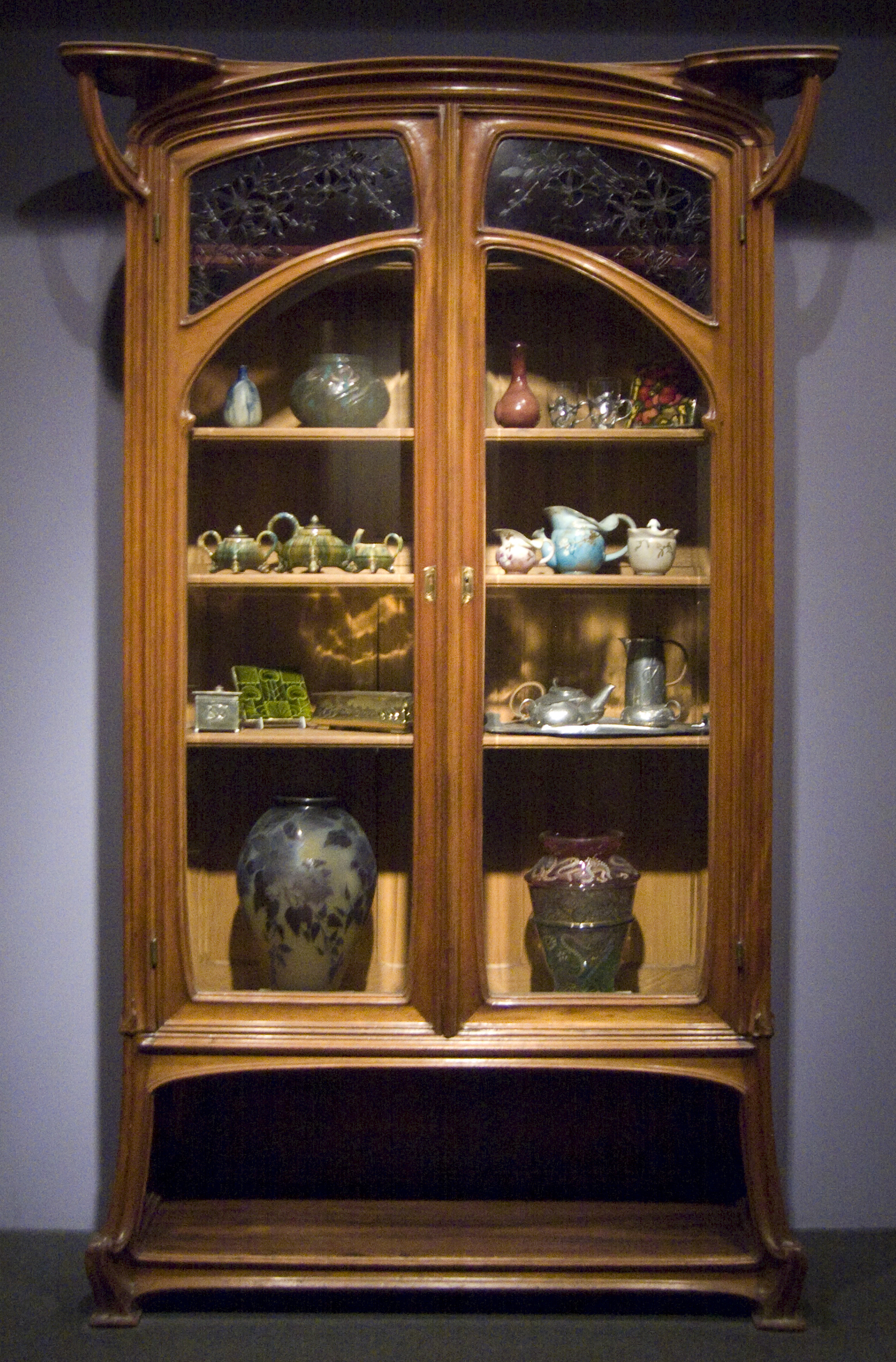
Armoire, 1904, coll. Brooklyn Museum.

### Vitraux

Vitraux
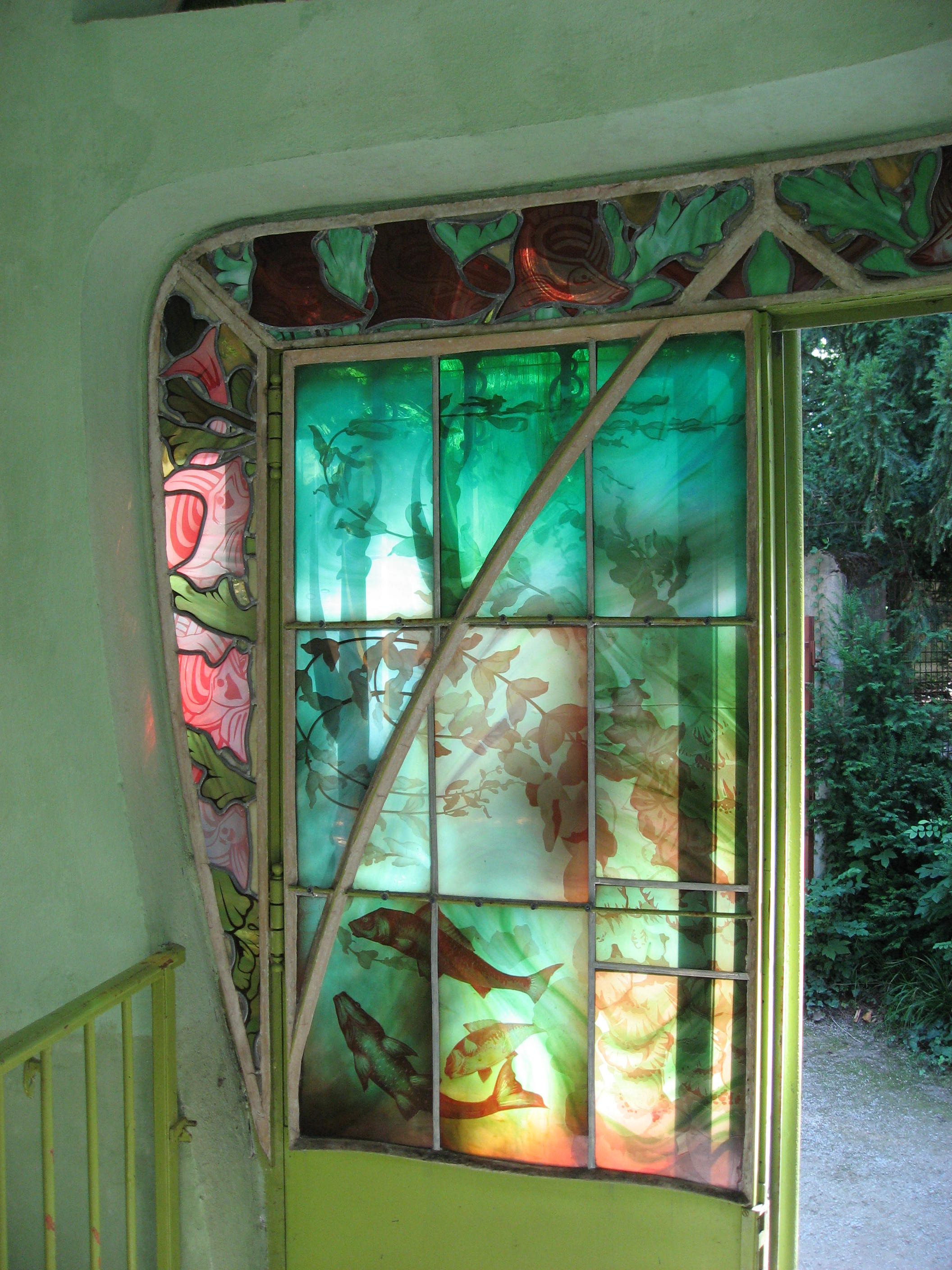
Vitrail de l'aquarium du musée de l'École de Nancy.
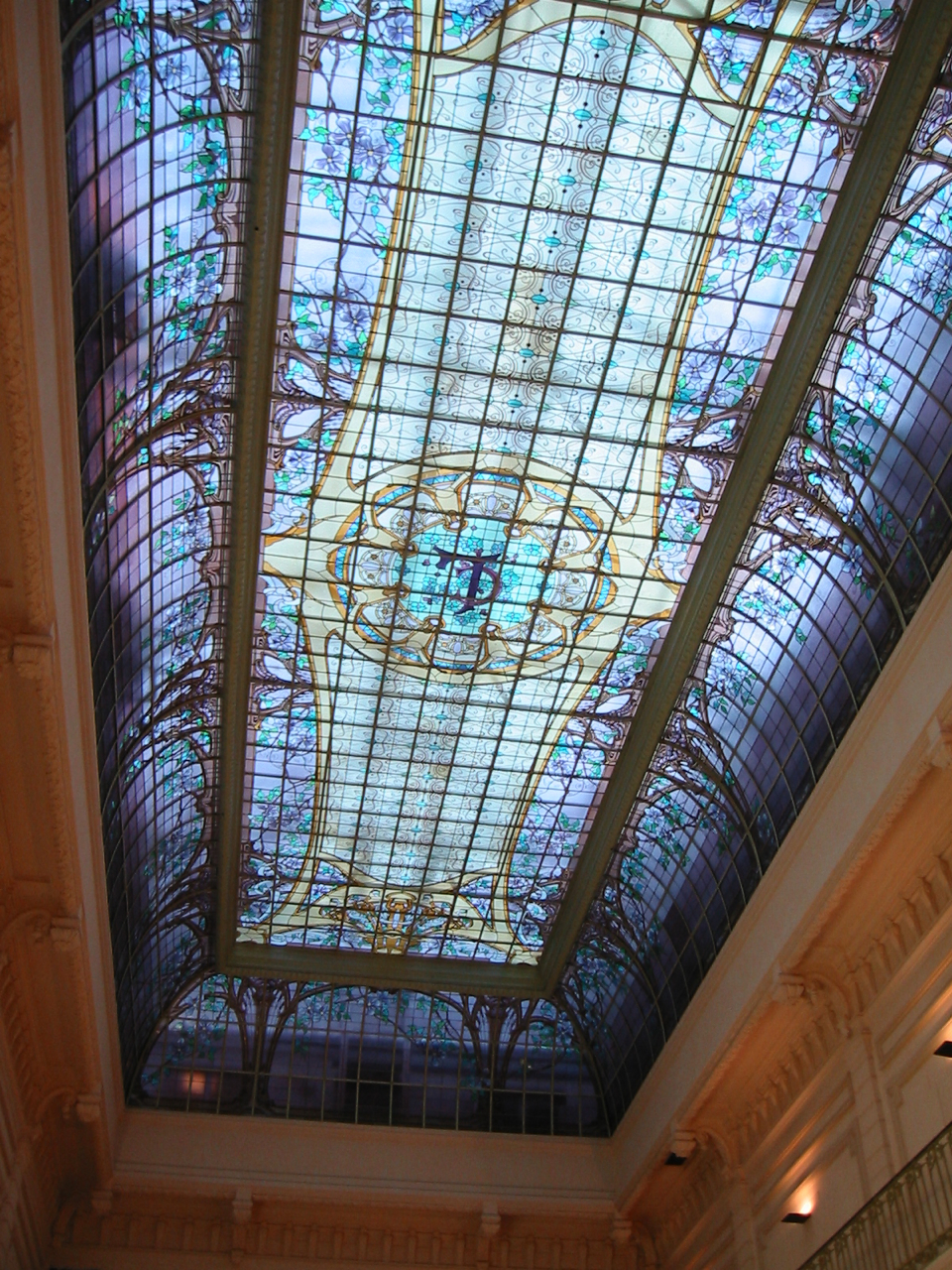
Verrière de 250 m2, Crédit lyonnais, Nancy.
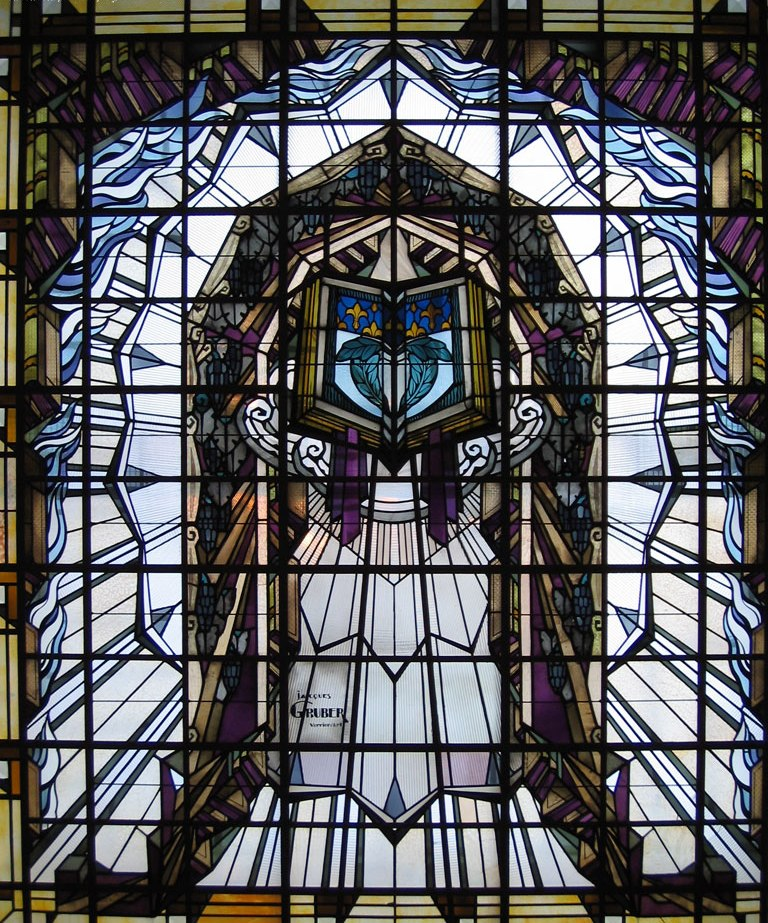
Vitrail du plafond de la salle de lecture de la bibliothèque Carnegie à Reims.
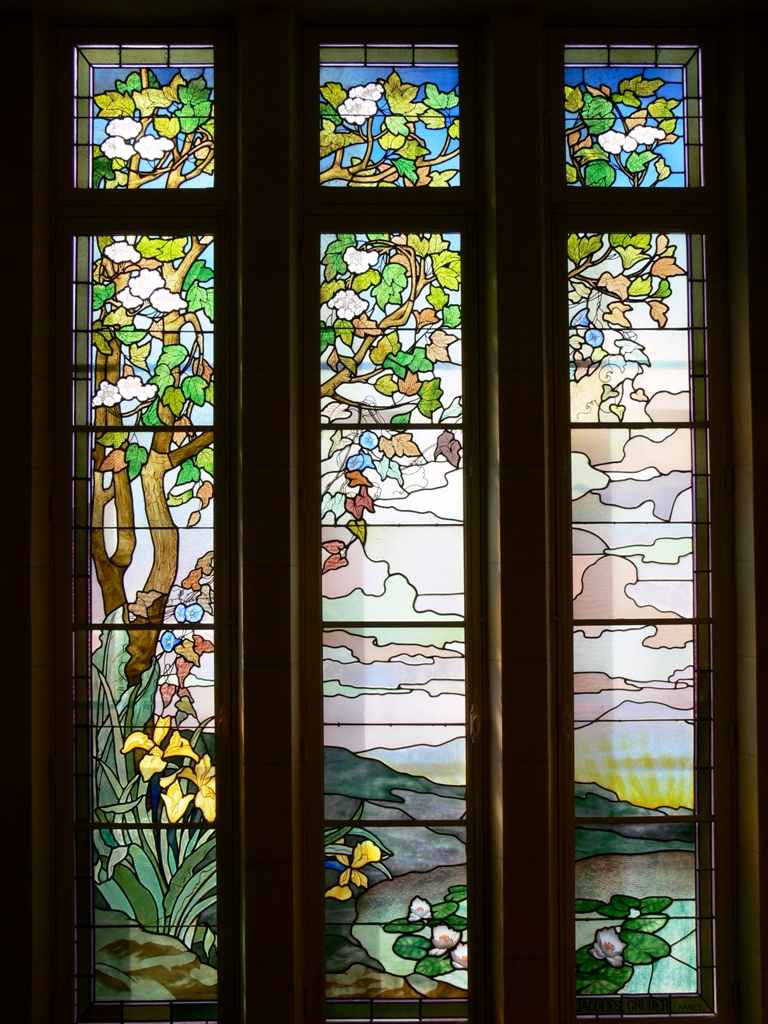
Vitrail de la cage d'escalier à l'Hôtel de ville d'Euville.

#### Bretagne
- Verrières de la cathédrale Saint-Samson de Dol-de-Bretagne.

#### Champagne
- Verrière de la bibliothèque Carnegie à Reims.

#### Île-de-France
- Vitraux de l'Église Saint-Étienne de Brie-Comte-Robert, Seine-et-Marne.

#### Lorraine

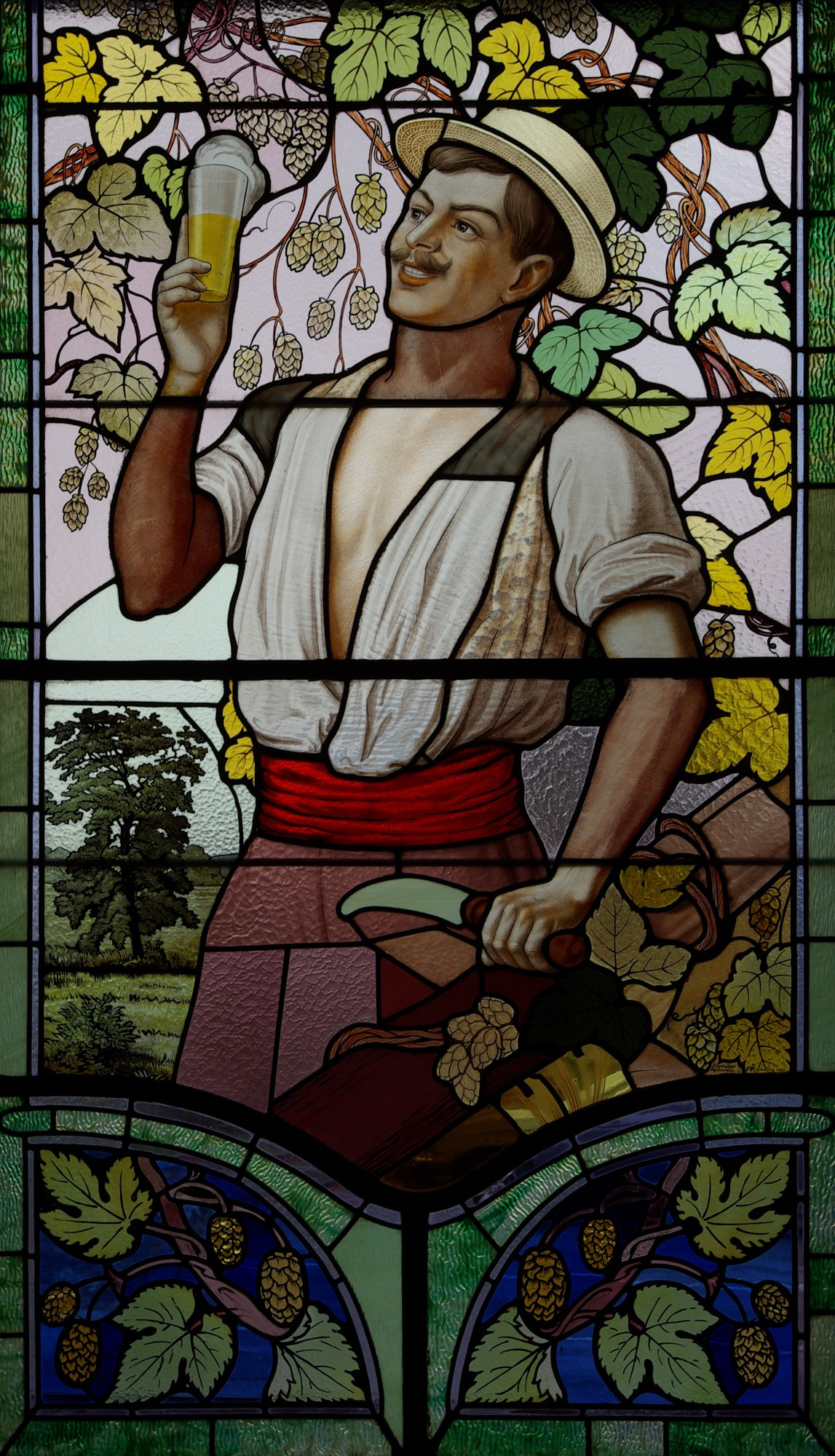
Vitrail du serveur au musée de la bière de Saint-Nicolas-de-Port.

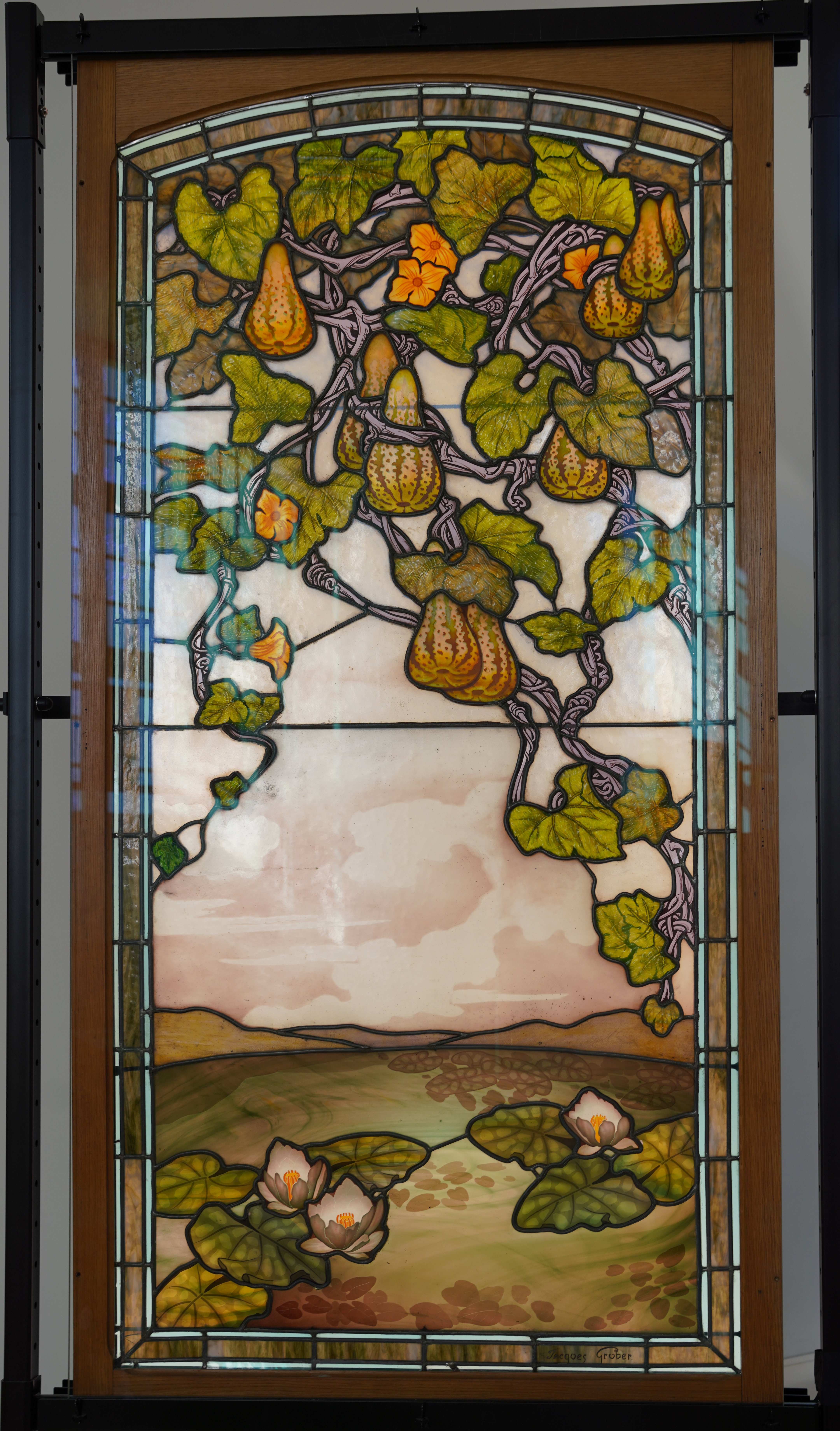
Coloquintes et nymphéas maison paul luc.

- Verrières du musée de l'École de Nancy (six éléments différents : le vitrail représentant un visage féminin sur la porte d'entrée, la verrière à décor de pommes de pin, la partie centrale de la véranda, dite de la Salle, la verrière de la cage d'escalier, le vitrail Luffas et Nymphéas et les vitraux des impostes et de la porte d'entrée de l'aquarium).
- Verrière du Crédit lyonnais de Nancy (1901).
- Vitraux pour la brasserie Excelsior à Nancy (1910-1911).
- Vitraux de la villa Majorelle (1901-1902).
- Vitraux de l'immeuble Georges Biet (1901-1902).
- Vitrail de l'hôtel de ville d'Euville (1901-1903).
- Vitraux de la maison du Docteur Paul Jacques (1905).
- Vitraux de la Chambre de commerce et d'industrie de Nancy (1???-1909).
- Vitrail de la maison Paul Luc de Nancy.
- Vitraux de la porte et du grand escalier de la villa Barthélemy, 266, rue du Montet (1910).
- Vitraux de la villa Bergeret.
- Nombreuses restaurations de vitraux d'églises lorraines au début du XXe siècle.
- Vitraux du pavillon de Nancy et l'Est à l'Exposition des arts décoratifs de Paris (1925).
- Vitraux de l'escalier d'honneur du siège des fonderies de Pont-à-Mousson SA, Nancy (1926-1928).
- Vitraux de l'abbaye de Montbenoît (1927).
- Vitraux de l'église d'Ancerviller.
- Vitraux de l'église Saint-Barthélemy de Mont-Saint-Martin.
- Vitraux de l'église Saint-Éloi de Réhon-Heumont.
- Vitraux de l'hôtel des Postes à Bar-le-Duc.
- Vitraux pour le musée de la bière à Saint-Nicolas-de-Port.
- Vitraux de l'église de Bouxières-aux-Chênes. L'église a été reconstruite en 1923-1924 après sa destruction complète pendant la guerre 14-18. Un des vitraux représente Saint Nicolas dans une posture inhabituelle: arrêtant l'ennemi avec sa main, à la sortie du village. Il illustre la bataille du Grand-Couronné en septembre 1914 où l'armée allemande fut stoppée à Bouxières-aux-Chênes. On y voit le ciel obscurci et rougi de nuages de fumées, deux villages embrasés, les volutes blanches des coups de canons; à gauche, l'auberge du Cheval Rouge, à la sortie de Bouxières vers Lanfroicourt; en bas, l'ennemi tapi et contenu. On remarque la précision du dessin des mains et du visage ainsi que l'harmonie des nuances de couleurs.

#### Paris

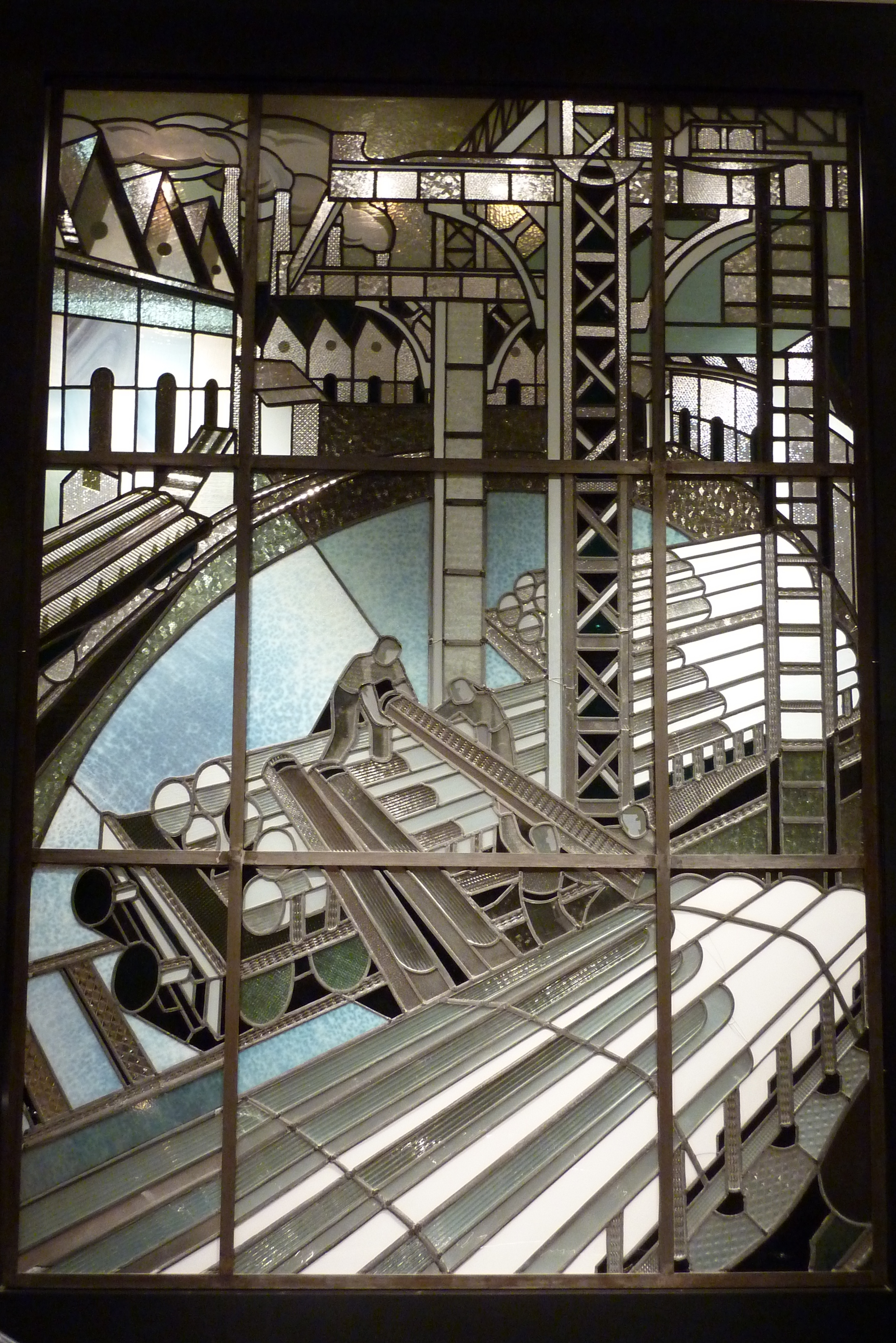
Expédition des profilés par le chemin de fer, vitrail, coll. musée des Arts décoratifs.

- Vitraux du hall Fontenoy et du hall des guichets du bâtiment du ministère des Affaires sociales et de la Santé (1929-1930).
- Vitraux de l'église Notre-Dame-du-Rosaire (194, rue Raymond-Losserand). Les vitraux de la nef représentent la litanie du rosaire dédiée à la Vierge.
- Vitraux de l'église du Sacré-Cœur de Gentilly, 17 verrières abstraites (1935).
- Vitraux de l'église Saint-Christophe-de-Javel (rue Saint-Christophe), reprenant le thème de la Croix rayonnante (1928-1930).
- 5 grandes verrières Art déco (4 signées : les saisons) de la salle de restauration de l'hôtel Mercedes (128, avenue de Wagram) (1929).
- Vitraux variés au musée des Arts décoratifs.
- Vol de mouettes, verrière d'intérieur en trois panneaux, 1905-1908, musée d'Orsay, inv. OAO1163[29]
- Décor de chèvrefeuille et paysage vosgien, 1er quart du XXe siècle, Petit Palais, musée des Beaux-arts de la Ville de Paris, inv. ODUT1764[30].

#### Picardie
- Vitraux de la basilique Notre-Dame de Brebières d'Albert.
- Vitraux de l'église Saint-Pierre de Lamotte-Warfusée.
- vitraux de l'église Saint-Pierre de Monchy-Lagache.
- Vitraux de l'église Saint-Sépulcre de Montdidier.
- Vitraux de l'église Notre-Dame-de-Lorette de Tilloloy.
- 21 verrières de l'abbatiale Saint-Yved de Braine (1924-29).
- Vitraux de l'église Saint-Nicolas de Paars (1931-32).

#### Provence-Alpes-Côte d'Azur
- Vitraux de la villa Bleue, à Barcelonnette.

#### Rhône-Alpes
- Cinq baies de la primatiale Saint-Jean de Lyon.
- Vitraux de la villa Berliet, à Lyon.
- Vitraux de la villa Lafont, à Villeurbanne.

#### Occitanie
- Vitrail de l'hôtel Saint Côme, à Montpellier[réf. souhaitée].

## Galerie

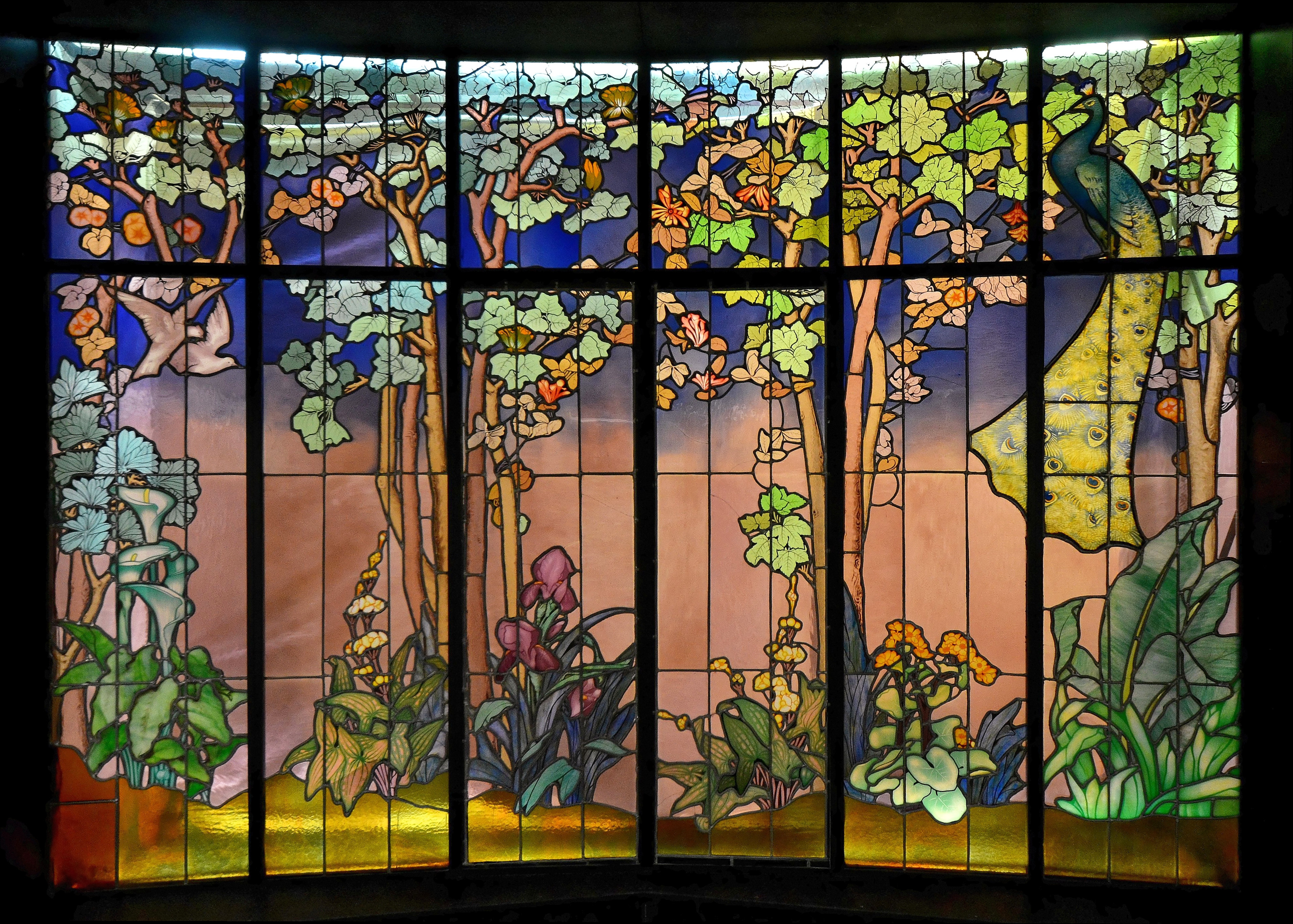
La Salle, vitrail, vers 1904 [11],[31],[32], coll. musée de l'École de Nancy.
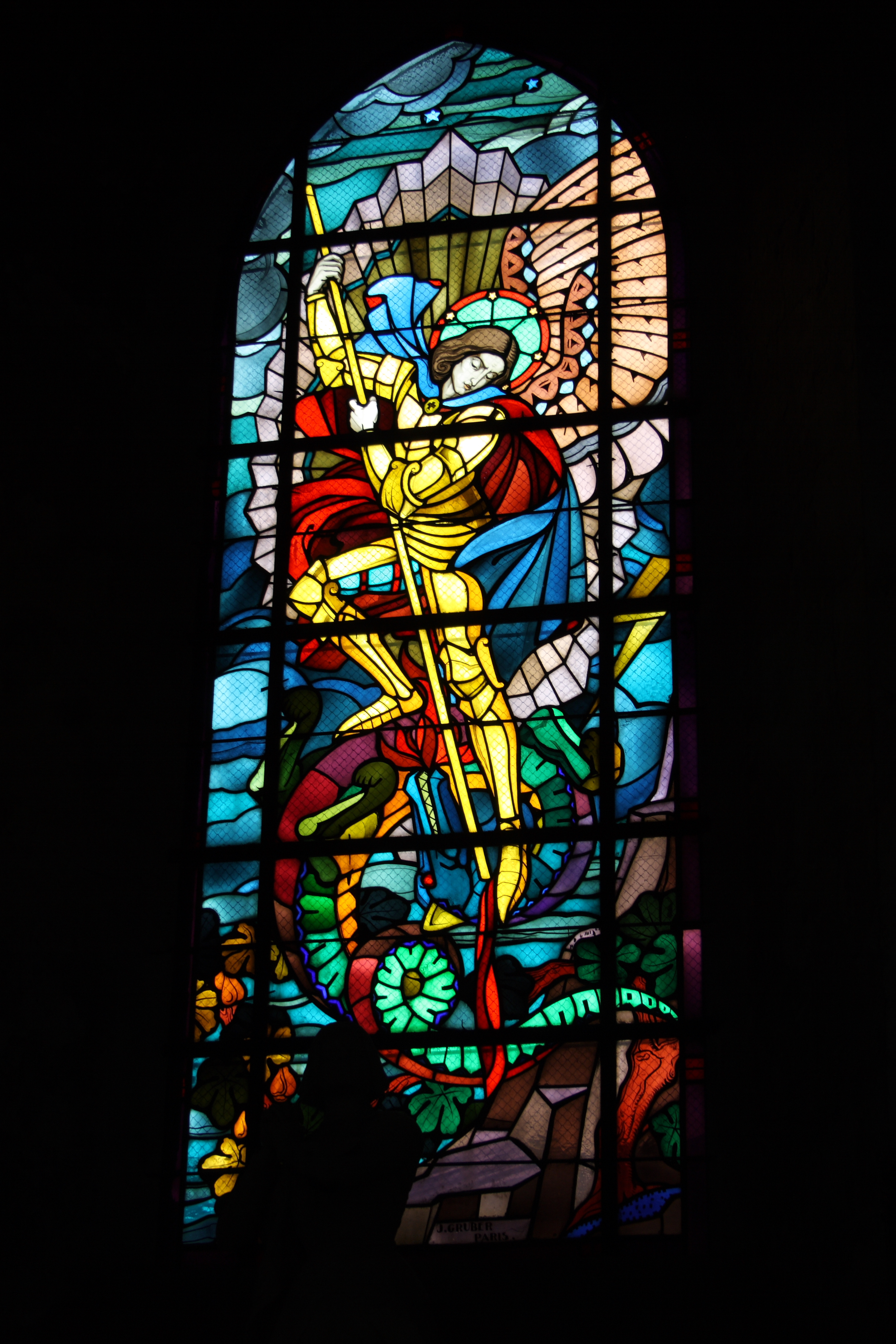
L'Archange Saint Michel terrassant le dragon, Église Saint-Étienne de Brie-Comte-Robert, Seine-et-Marne.
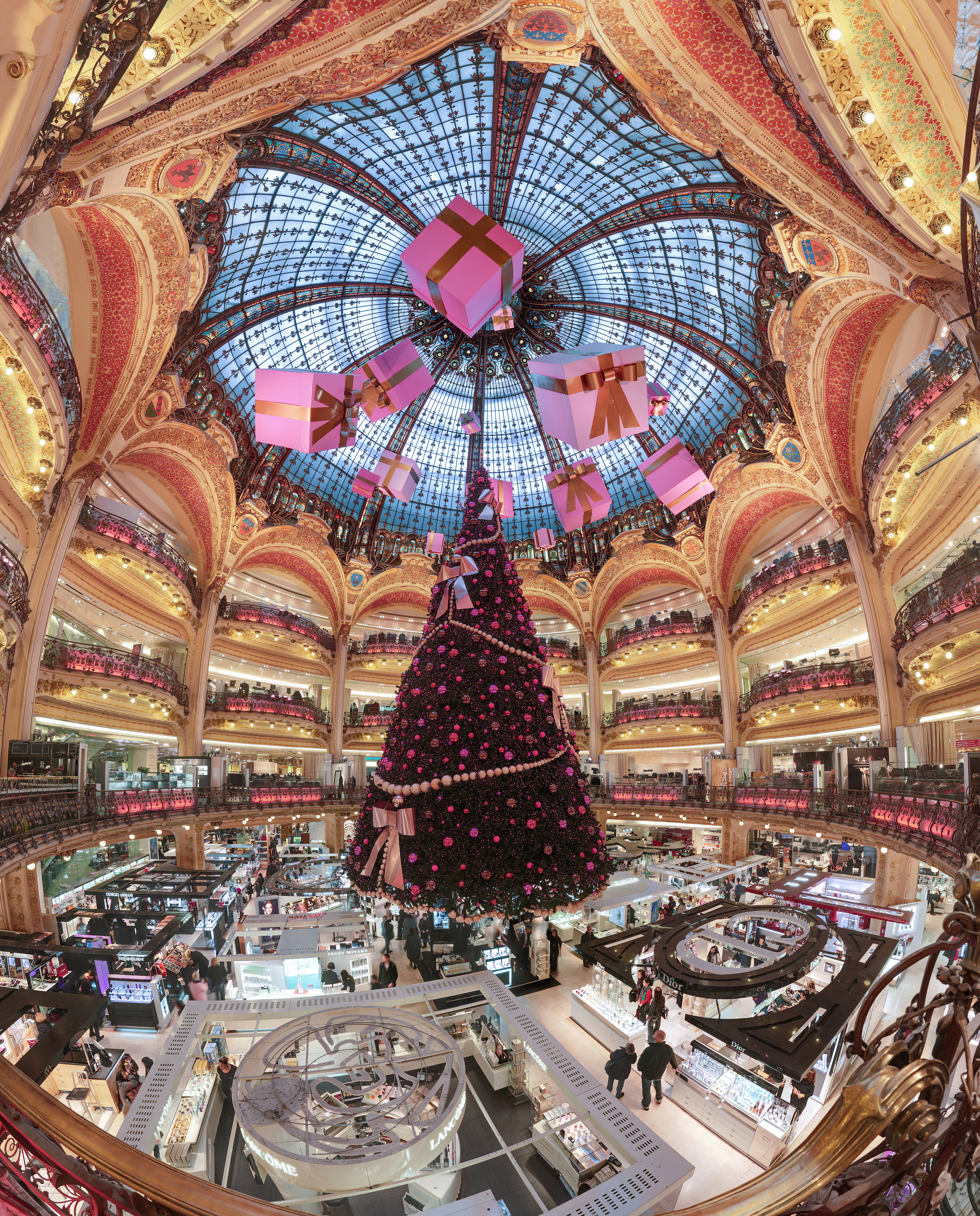
Dôme des Galeries Lafayette.
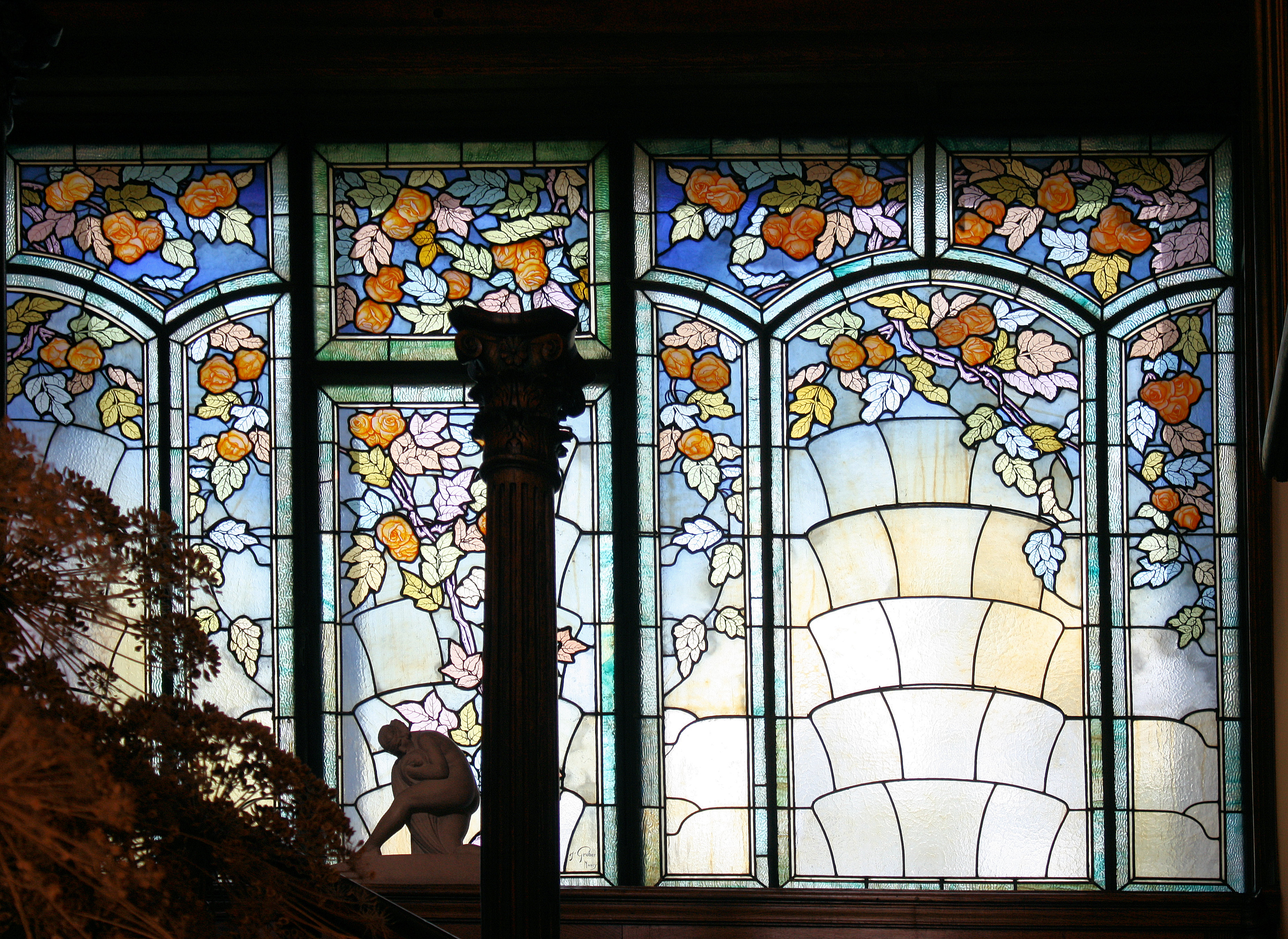
Les Roses, vitrail, vers 1906[11],[32], coll. musée de l'École de Nancy.
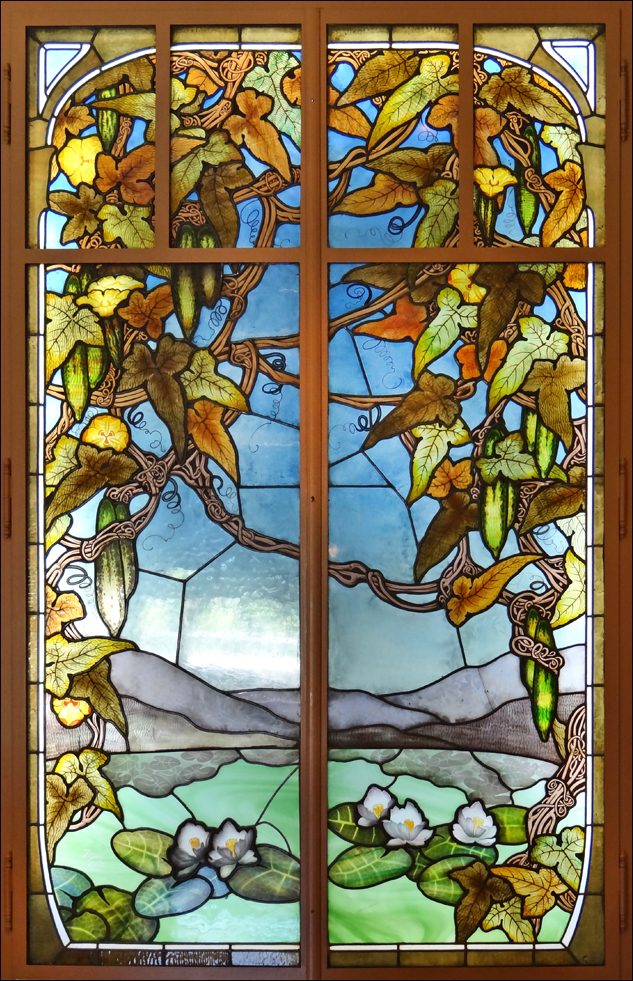
Luffas et Nymphéas, vitrail, 1907-1908[11],[32], musée de l’École de Nancy.
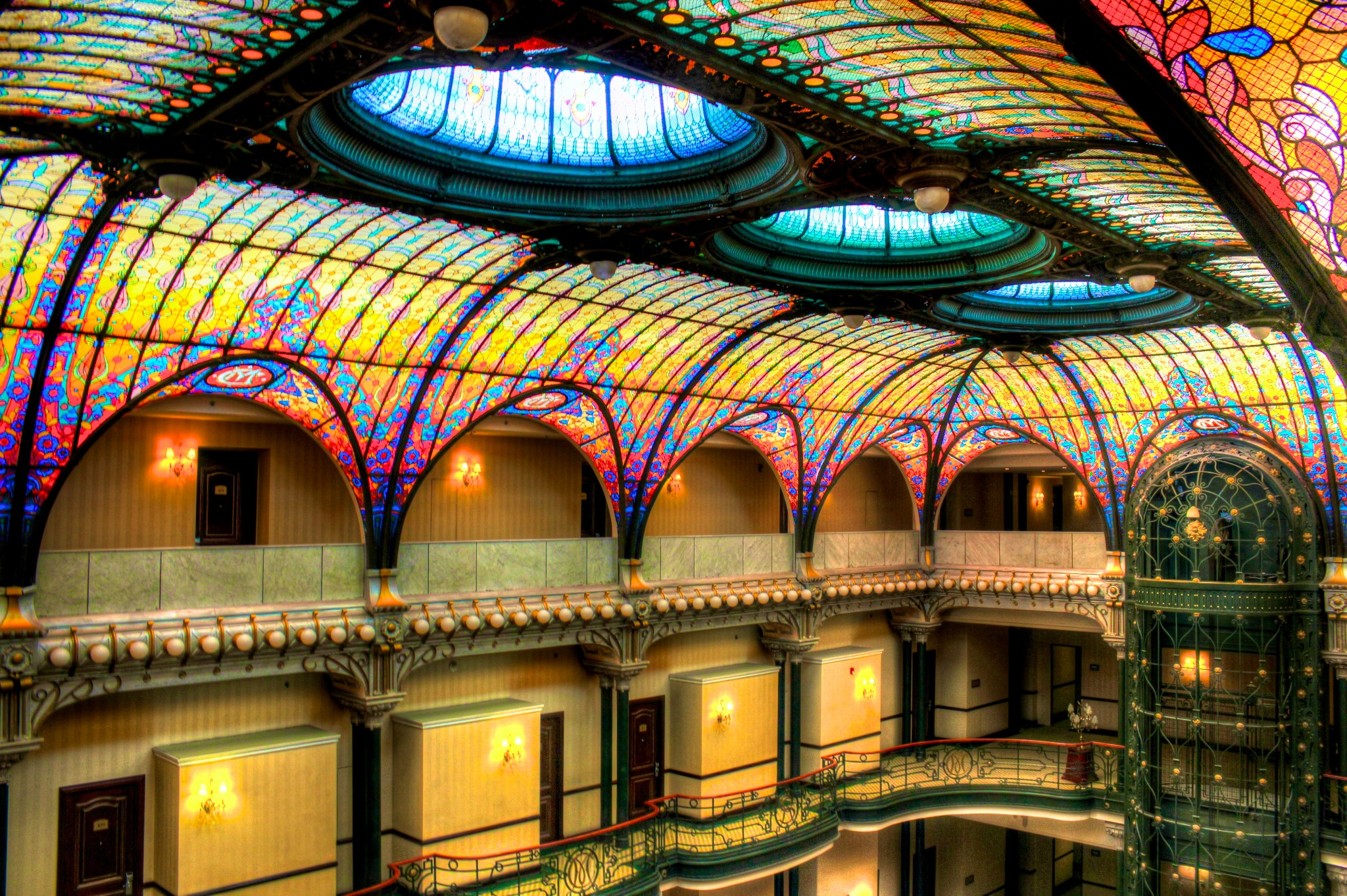
Vitrail au Gran Hotel Ciudad de Mexico, 1906.
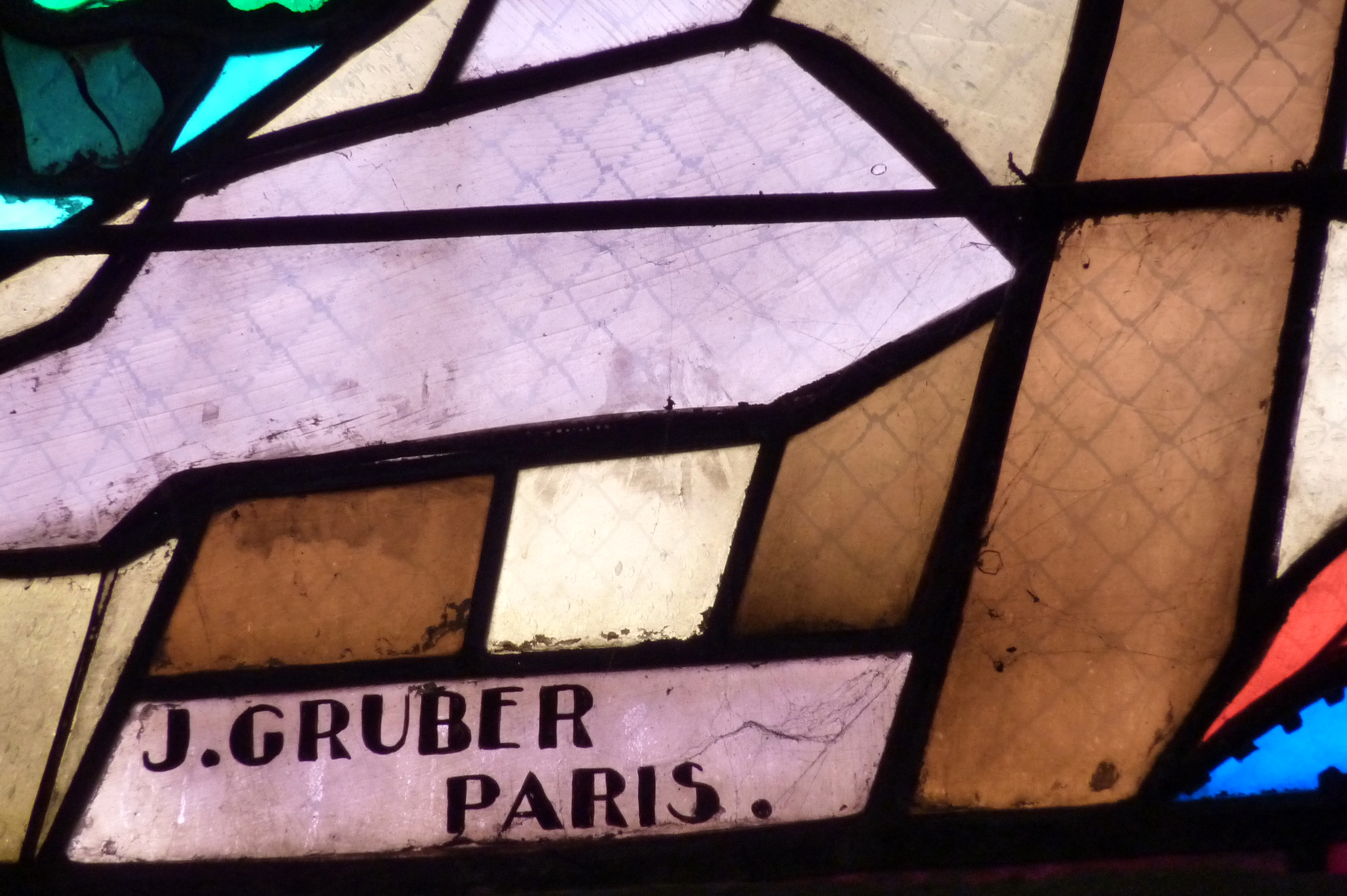
Signature de Jacques GRUBER, sur le vitrail représentant L'Archange Saint Michel terrassant le dragon, Église Saint-Étienne de Brie-Comte-Robert, Seine-et-Marne.
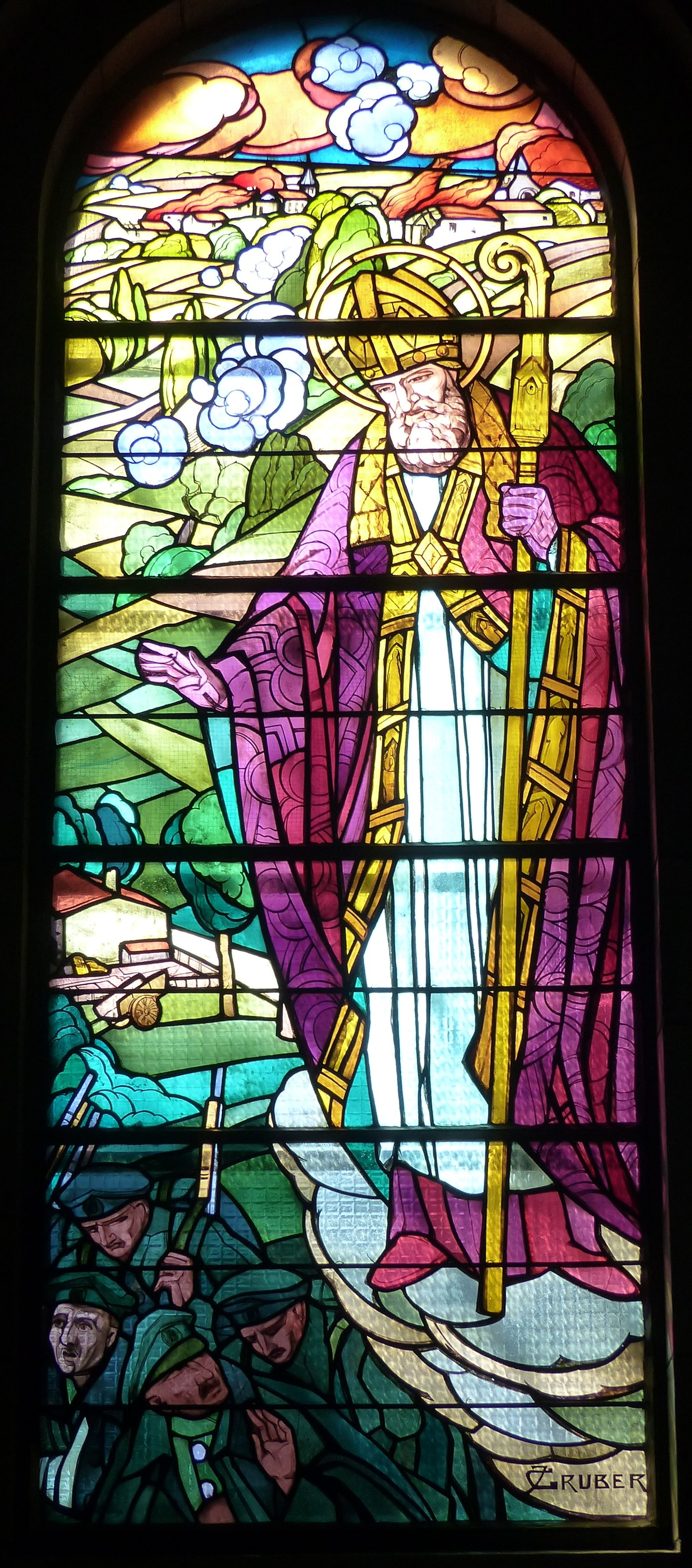
Saint Nicolas arrêtant l'ennemi. Vers 1926. Église de Bouxières-aux-Chênes
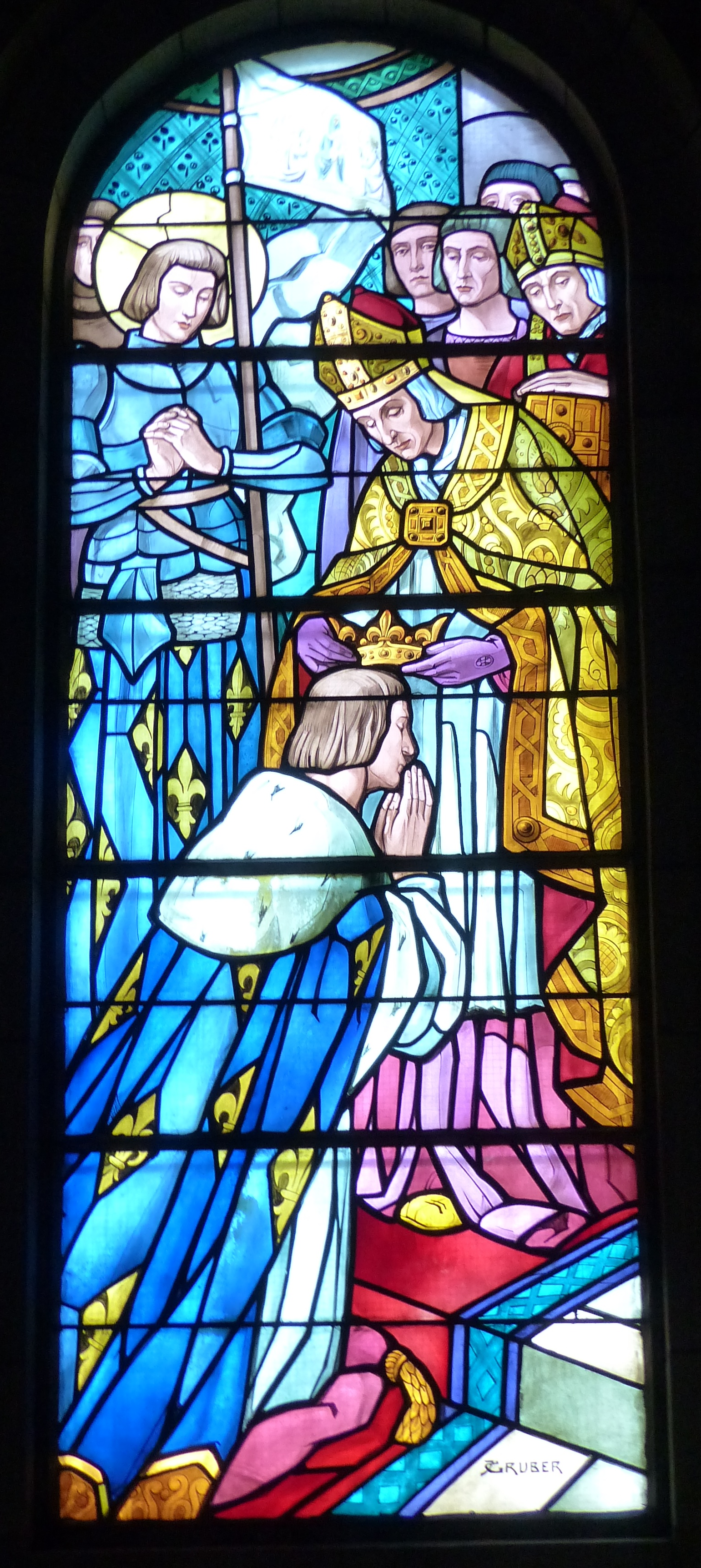
Jeanne d'Arc au sacre de Charles VII à Reims. Vers 1926. Église de Bouxières-aux-Chênes